# Gabriela Roel
Gabriela Reyes Roel (Delicias, Chihuahua; 13 de diciembre de 1959) es una actriz mexicana. Reconocida por interpretar a Lupita D'Alessio en la bioserie Hoy voy a cambiar.

## Biografía
Gabriela Roel estudió teatro en la Universidad Autónoma de Chihuahua y en Universidad Nacional Autónoma de México. Comenzó su carrera artística en el cine y teatro mexicanos a mediados de la década de 1980, con un papel en la película La casa que arde de noche. Posteriormente, hizo su debut en televisión en la telenovela Pobre juventud. Desde entonces ha tenido una carrera prolífica como actriz en cine, teatro y televisión.
En 2017 se encargó de escribir el tema de la serie biográfica Hoy voy a cambiar de Lupita D'Alessio estrenada ese mismo año y lo que al principio fue un diálogo para dicha serie biográfica, hoy es el tema más reciente y exitoso de D'Alessio.

## Filmografía
Gabriela Roel ha realizado numerosas interpretaciones, tanto en teatro como en cine y televisión. A continuación se listan sus trabajos.

### Películas
| Año  | Película                                  | Papel                 |
| ---- | ----------------------------------------- | --------------------- |
| 2023 | V/H/S 85                                  | Lucia de León         |
| 2015 | Los inquilinos                            | Irma                  |
| 2014 | Jeremías                                  | Dra. Soto             |
| 2013 | Desde el más allá                         |                       |
| 2008 | Pecados de una profesora                  | Magdalena Beltrán     |
| 2007 | Mejor es que Gabriela no se muera         | Ana Victoria/Gabriela |
| 2006 | Un encuentro ausente                      |                       |
| 2006 | Contracorriente                           |                       |
| 2003 | La redención de Matilde                   |                       |
| 2002 | Asesino en serio                          | Gilda                 |
| 2001 | Demasiado amor                            |                       |
| 1998 | El cometa                                 |                       |
| 1997 | Ámbar                                     |                       |
| 1996 | Katuwira, donde nacen y mueren los sueños | Sofía                 |
| 1994 | El jardín del Edén                        | Serena                |
| 1993 | En medio de la nada                       | Claudia               |
| 1993 | Tirano Banderas                           | Chinita               |
| 1991 | Bandidos                                  | Prostituta            |
| 1991 | Ciudad de ciegos                          | Socorro               |
| 1990 | Pueblo de madera                          | Marina                |
| 1989 | Intimidades de un cuarto de baño          | Gabriela              |
| 1989 | Gringo viejo                              | La Luna               |
| 1988 | Azul celeste                              |                       |
| 1988 | El Dorado                                 | Inés                  |
| 1986 | El tres de copas                          | Casilda               |
| 1985 | Amor a la vuelta de la esquina            |                       |
| 1985 | Tacos de oro                              | Patty                 |
| 1985 | Viaje al paraíso                          |                       |
| 1985 | La casa que arde de noche                 |                       |

### Telenovelas
| Año       | Telenovela                | Papel                                                      |
| --------- | ------------------------- | ---------------------------------------------------------- |
| 2018-2021 | Falsa identidad           | Felipa Pérez                                               |
| 2016-2017 | La doña                   | Azucena de Aguirre                                         |
| 2014      | Siempre tuya Acapulco     | Eufrasia Pérez                                             |
| 2013      | Vivir a destiempo         | Eleonora Campos                                            |
| 2011      | Huérfanas                 | Santina Álvarez                                            |
| 2010      | La loba                   | María Segovía / Lucrecia Aragonés del Águila "La Princesa" |
| 2009      | Pobre diabla              | Carmen                                                     |
| 2008      | Secretos del alma         | Virginia Cervantes                                         |
| 2006      | Campeones de la vida      | Minerva 'Mimí'                                             |
| 2004      | Prisionera                | Milagros Santos                                            |
| 2003      | Amor descarado            | Matilde García                                             |
| 2002-2003 | Súbete a mi moto          | Laura                                                      |
| 2002      | Agua y aceite             | Silvia                                                     |
| 2001      | Cara o cruz               | Claudette                                                  |
| 1999-2000 | La vida en el espejo      | Raquel Carmona                                             |
| 1997-1998 | Demasiado corazón         | Sandra Quiroz                                              |
| 1995-1996 | Con toda el alma          | Milagros                                                   |
| 1993      | Clarisa                   | Clarisa González León                                      |
| 1991      | Yo no creo en los hombres | María Dolores Robledo                                      |
| 1990      | Días sin luna             | Sylvia de Parlange                                         |
| 1986-1987 | Pobre juventud            | Rosario                                                    |

### Teatro
| Obra                                    |
| --------------------------------------- |
| A puerta cerrada                        |
| Cuatro Obras Infantiles                 |
| La otra flor                            |
| El maravilloso traje de helado de crema |
| Detrás de la puerta                     |
| Juana la mentirosa                      |
| Calígula probablemente                  |
| Venecia                                 |
| Trainspotting                           |
| Kahlo, viva la vida                     |
| Las arpìas                              |

### Series de televisión
| Año       | Serie                                 | Papel             | Episodios                 |
| --------- | ------------------------------------- | ----------------- | ------------------------- |
| 2022-2023 | Ana                                   |                   |                           |
| 2021      | Esta historia me suena                |                   |                           |
| 2020      | Decisiones: unos ganan, otros pierden | Marina            | La mata viejitas          |
| 2019      | FRAME                                 |                   |                           |
| 2017      | Hoy voy a cambiar                     | Lupita D'Alessio  |                           |
| 2016      | Hasta que te conocí                   | Brígida           |                           |
| 2015      | El Dandy                              | María Luisa       |                           |
| 2011      | Se busca un hombre                    |                   |                           |
| 2009      | XY. La revista                        | Marisa            |                           |
| 2008      | Tiempo final                          |                   | El electricista           |
| 2008      | Capadocia                             | Zaide             | La elegida Pecado capital |
| 2004-2007 | Lo que callamos las mujeres           | Varios personajes |                           |
| 2006      | Miami Vice                            |                   |                           |

## Premios y nominaciones
| Año  | Premio                                                 | Categoría                                | Obra                           | Resultado |
| ---- | ------------------------------------------------------ | ---------------------------------------- | ------------------------------ | --------- |
| 1987 | Ariel                                                  | Mejor actriz                             | Amor a la vuelta de la esquina | Nominada  |
| 1991 | Ariel                                                  | Mejor actriz                             | Pueblo de madera               | Nominada  |
| 1995 | El Heraldo de México                                   | Mejor revelación cinematográfica         | En medio de la nada            | Nominada  |
| 1992 | Premios TVyNovelas (México)                            | Mejor actriz protagónica                 | Yo no creo en los hombres      | Nominada  |
| 2008 | Premio de la Asociación de Periodistas Teatrales (ATP) | Actriz en Monólogo, Premio María Douglas | Kahlo, viva la vida            | Ganadora  |
| 2018 | Premios TVyNovelas                                     | Mejor actriz protagónica de serie        | Hoy voy a cambiar              | Nominada  |